# Grassau, Traunstein
Grassau là một thị trấn ở huyện Traunstein bang Bayern thuộc nước Đức.

## Phân chia hành chính
- Grassau
- Mietenkam
- Rottau
- Aich
- Au
- Brandstätt
- Einöde
- Fahrnpoint
- Grafing
- Guxhausen
- Hindling
- Klaus
- Kucheln
- Mauthäusl
- Nachmühl
- Nußbaum
- Obermoosbach
- Reifing
- Reit
- Strehtrumpf
- Untermoosbach
- Viehhausen
- Weiher